# 미타네정
미타네정(일본어: 三種町)은 일본 아키타현 북서부에 있는 야마모토군의 정이다.
군 남부의 고토오카정(琴丘町), 야마모토정(山本町), 하치류정(八竜町)이 합병해 2006년 3월 20일에 성립했다. 정명인 '미타네'는 이 지역을 흐르는 미타네강에서 유래한 것이다. 야마모토 지역의 순채 생산량은 일본에서 가장 많다.

## 인접한 자치체
- 노시로시
- 오가시
- 미나미아키타군 하치로가타정, 고조메정, 오가타촌
- 기타아키타군 가미코아니촌

## 역사
- 2006년 3월 20일 - 야마모토군 고토오카정, 야마모토정, 하치류정 등 3개 정이 합병해 탄생했다.

## 인구
|                                              | |
| 미타네정의 전국의 연령별 인구 분포（2005년） | 미타네정의 연령·남녀별 인구 분포（2005년）                                                                             |
| ■자주색 ― 미타네정 ■녹색 ― 일본전국          | ■파랑색 ― 남자 ■빨간색 ― 여자                                                                                          |
| · 미타네정（에 해당되는 지역）의 인구추이    | |
| 일본 총무성 통계국 국세조사 결과             | |
|                                              | 기술적 문제로 인해 그래프를 일시적으로 사용할 수 없습니다. 파브리케이터와 미디어위키 위키에 더 자세한 정보가 있습니다. |

## 교통

### 철도
- 동일본 여객철도 오우 본선

### 도로
- 국도 7호선
- 국도 101호선